# Franco Donati
Franco Donati (* 1. Dezember 1932 in Locarno; heimatberechtigt in Broglio) ist ein Schweizer Politiker (CVP).

## Leben
Franco Donati war der Sohn des Sekundarlehrers Riccardo und dessen Ehefrau Maria geborene Pellegrini. 1962 heiratete er Marisa de Luigi, Tochter des Carlo aus Cagiallo. 1956 erlangte er das Diplom als Elektroingenieur an der ETH Zürich. Nach seiner Tätigkeit als Projektingenieur in der Telekommunikation gründete er ab 1981 eine Reihe von Unternehmen in verschiedenen europäischen Ländern, darunter Invertomatic SA (heute GE Digital Energy SA) in Riazzino (Gemeinde Lavertezzo), ein Energieumwandlungsunternehmen, das er bis 1994 leitete, danach war er Verwaltungsratspräsident bis 1997.
Er war Mitglied des Rates der Eidgenössischen Technischen Hochschulen von 1984 bis 1996; er vertrat von 1997 bis 2000 die Handelskammer des Kantons Tessin beim Vorort in Zürich. Das Mitglied der Christlichdemokratische Volkspartei wurde 1998 als Nachfolger von Fulvio Caccia in den Nationalrat gewählt, dann aber ein Jahr später nicht wiedergewählt. Ab 2000 war er Mitglied des Gemeinderats von Tegna. Er war Oberst (Übertragungsdienst) der Schweizer Armee.